# Valentina Leonidovna Ponomarëva
Valentina Leonidovna Ponomarëva (in russo Валентина Леонидовна Пономарёва?, traslitterato anche come Valentina Ponomaryova; Mosca, 18 settembre 1933 – Mosca, 8 novembre 2023) è stata una cosmonauta, ingegnera e ricercatrice russa.
Ha fatto parte del gruppo di cinque donne selezionate come cosmonaute per andare in orbita con la missione Vostok 6, tra le quali alla fine venne scelta per il volo Valentina Tereškova.

## Biografia

### Primi anni
Valentina Ponomarëva, nata Valentina Kovalevskaja il 18 settembre 1933 a Mosca, era figlia di Leonid Kovalevskij e di Raisa Vinšjakova. Il padre era un ingegnere che lavorò anche al progetto della navicella spaziale Sojuz, mentre sua madre era una designer dell'Istituto per lo sviluppo dei motori aeronautici. Dopo il diploma in una scuola secondaria femminile della città nel 1951 si iscrisse all'Istituto dell'Aviazione di Mosca, che completò nel 1957 con una specializzazione in ingegneria meccanica.
Durante gli studi talvolta saltava le lezioni per lavorare e pilotare gli aerei con un locale club di aviazione, la sua grande passione. Lì conobbe anche Jurij Anatol'evič Ponomarëv, che divenne suo marito nel 1956 e che nel 1975 avrebbe fatto parte dell'equipaggio di riserva della missione Sojuz 18). Nel 1958 nacque Sasha, il loro primo figlio.
Iniziò quindi a lavorare come assistente di laboratorio e ingegnere nel dipartimento di matematica applicata dell'Accademia delle scienze dell'URSS.

### Il gruppo di cinque cosmonaute
Nel 1961, pochi mesi dopo il volo di Jurij Gagarin, Nikolaj Petrovič Kamanin, il responsabile dell'addestramento dei cosmonauti, avanzò l'idea di una squadra femminile di cosmonaute. Grazie al supporto dell'ingegnere Sergej Pavlovič Korolëv, capo progettista del programma spaziale, il Comitato delntrale del Partito Comunista approvò l'idea di addestrare 60 nuovi cosmonauti, tra cui una squadra di cinque donne.
Oltre 800 donne si candidarono per il posto e cinquantotto vennero prese in considerazione. Dopo una ulteriore selezione 23 candidate vennero selezionate per una approfondita valutazione medica.

La candidata ideale doveva avere meno di 30 anni, essere alta meno di 1,67 cm e pesare meno di 70 kg. Inoltre doveva essere in grado di utilizzare un paracadute. Infatti le capsule di rientro del programma Vostok non erano state progettate per ritornare a terra, ma i cosmonauti dovevano essere eiettati in quota e scendere a terra con l'ausilio di un paracadute.
Al momento della selezione Valentina Ponomarëva aveva 28 anni e, diversamente dalle altre candidate, era sposata e aveva un figlio. Inoltre non aveva molta esperienza di lanci con il paracadute anche se era una esperta pilota di aerei. Nonostante il parere contrario di Jurij Gagarin, secondo il quale sarebbe stato sbagliato mettere a rischio la vita di una madre di famiglia, la sua candidatura venne accettata, forse anche grazie alla raccomandazione di Mstislav Keldyš all'epoca direttore dell'istituto di matematica dove Ponomarëva lavorava.
Al termine del processo di selezione le cinque consmonaute scelte per partecipare al programma furono Tat'jana Dmitrievna Kuznecova, Valentina Leonidovna Ponomarëva, Irina Bajanovna Solov'ëva, Valentina Tereškova e Žanna Dmitrievna Ërkina. All'inizio del programma di addestramento tutte e cinque entrarono a fare parte dell'Aeronautica militare.

Valentina Tereškova venne scelta come pilota per la missione Vostok 6 e Irina Solov'ëva e Valentina Ponomarëva come sue riserve.

### Dopo la missione Vostok 6
Nel 1965 si allenò come pilota per una missione del programma Voschod, durante la quale avrebbe dovuto passare tra i 10 e i 15 giorni nello spazio insieme a Irina Bajanovna Solov'ëva, ma la missione venne annullata a causa della chiusura del programma.
Nel 1969 si ritirò dal programma spaziale in seguito allo scioglimento del gruppo femminile di cosmonaute ma continuò a lavorare al centro di addestramento dei cosmonauti, come ricercatrice e insegnante delle dinamiche di volo. Si congedò il 14 maggio 1988 con il grado di colonnello dell'aeronautica militare. In seguito lavorò presso l'Istituto di storia delle scienze e della tecnologia naturali dell'Accademia russa delle scienze e scrisse alcuni libri sulla sua esperienza di addestramento come cosmonauta.
Si è spenta nel 2023. Nel 1992 era rimasta vedova. Oltre a Sasha aveva messo al mondo un altro figlio. 